# Чилкотин
Чилкотин (Chilcotin, Tzilkotin, Tsilhqot’in, Tsilhqut’in) — северо-атабаскский язык, на котором говорит народ чилкотин, проживающий в 7 резервных округах Канады: Александрия, Анахим, Немия, Редстоун, Стоун, Туси и Улькатчо, западнее города Уильямс-Лейк, на юге центральной части штата Британская Колумбия.
Название чилкотин происходит от своего же названия Chilcotin: Tŝilhqot’in, буквально «народ красной реки охры».
Алфавит на основе латинского: i, ɨ, a, e, u, o, b, p, m, d, t, t', n, dl, tl, tl', lh, l, dẑ, tŝ, tŝ', ŝ, ẑ, dz, ts, ts', s, z, j, ch, ch', sh, y, g, k, k', gw, kw, kw', wh, w, gg, q, q', x, gh, ggw, qw, qw', xw, ŵ, ʔ, h.